# سعود النصر
سعود إبراهيم النصر (مواليد 1 فبراير 1998) لاعب كرة قدم قطري يجيد اللعب في خط الوسط في نادي مسيمير.

## مسيرة اللاعب
لعب سابقاً في نادي السد ونادي الوكرة ونادي أم صلال ونادي مسيمير.